# Epsilon-Carotène
L'ε-carotène (epsilon-carotène) ou ε,ε-carotène est un carotène cyclique et un caroténoïde. C'est une forme de carotène possédant deux cycles ε identiques à ses extrémités,.
On trouve ce composé à l'état naturel dans le légume Psophocarpus tetragonolobus, le champignon Flammulina velutipes ainsi que les fèves de la famille des fabacées. L'epsilon-carotène a été signalé dans Zea mays, Capsicum annuum et d'autres organismes.
Il peut être synthétisé à partir du 2,7-diméthyl-2,4,6-octatriènediale et du 2-méthyl-4-(2,6,6-triméthyl-2-cyclohexén-1-yl)-3-buténal.